# Lac Davis
Le lac Davis (en anglais : Lake Davis) est un lac de barrage américain dans le comté de Plumas, en Californie. Il est situé à 1 761 mètres d'altitude au sein de la forêt nationale de Plumas.